# Baraque Michel

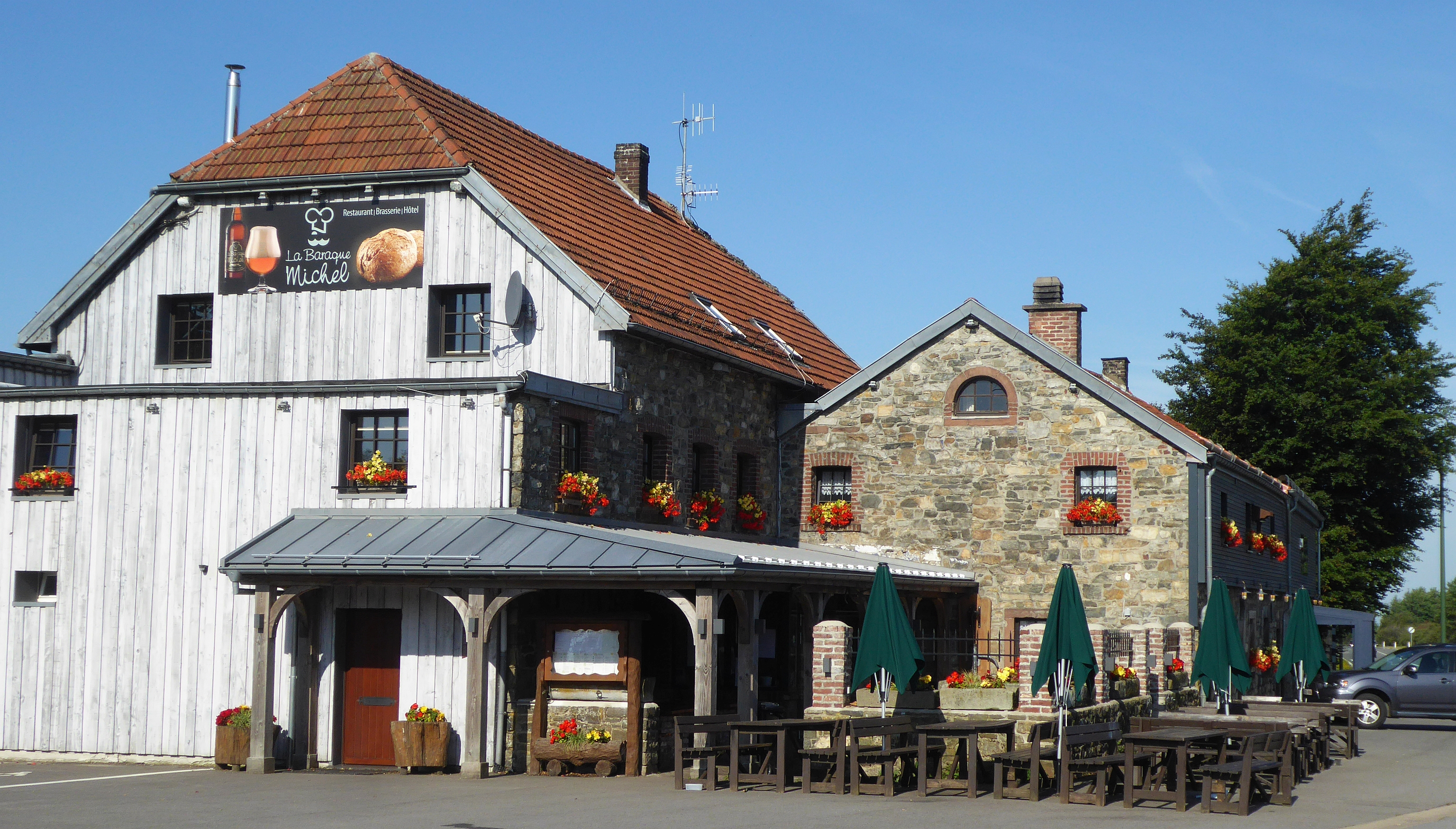
Gebäudekomplex Baraque Michel 2019

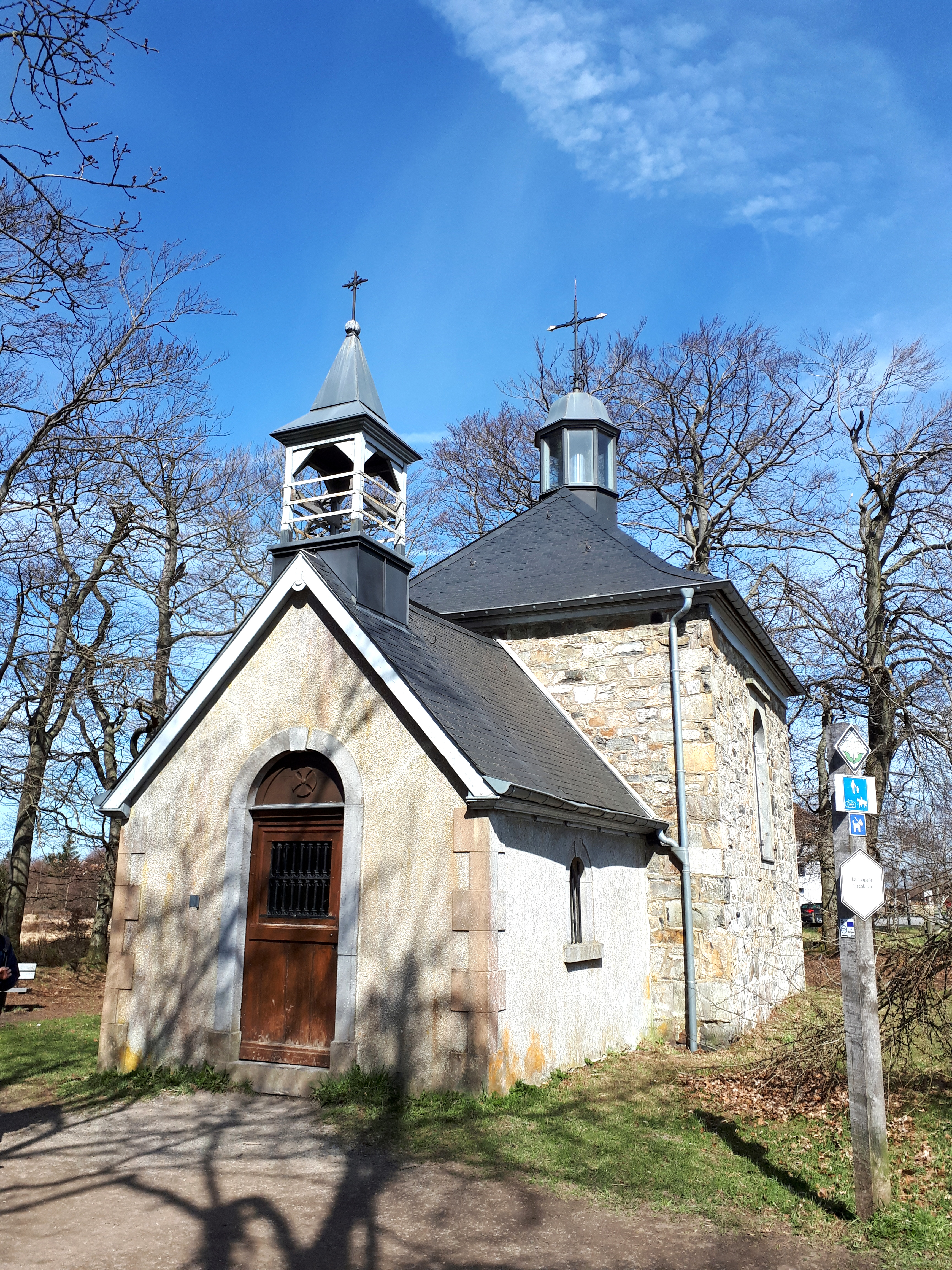
Kapelle Fischbach (2021)

Die ehemalige Herberge Baraque Michel (die deutsche Bezeichnung Michelshütte ist heute ungebräuchlich) ist eine zu Jalhay in Belgien gehörende ehemalige Herberge im Hohen Venn, die 1811/1812 von Michel Henri Schmitz, einem aus dem Rheinland stammenden Steinmetz, gegründet wurde. Derzeit wird in den Gebäuden eine Gastronomie mit angeschlossener Bäckerei betrieben.

## Geschichte
Nachdem Michel Henri Schmitz im Jahr 1819 gestorben war, bezog seine Familie die Hütte und baute sie als Herberge für Reisende aus. Dieses Gebäude wurde etwa um 1900 abgerissen. Nach 1865 entstand gegenüber ein neues und wesentlich größeres Gebäude, da durch den Neubau der Straße Eupen-Malmedy (jetzt N68), deren Verlauf etwa 100 Meter weiter südlich verlief, nun die alte Herberge mit der Rückseite der neuen Straße zugewandt war.
Von 1815 an verlief hier die preußische Grenze zum Königreich der Vereinigten Niederlande bzw. ab 1830 bis 1920 zu Belgien. Zu dieser Zeit war hier der höchste Punkt Belgiens. Aus diesem Grund, aber auch für militärische Zwecke wurde 1893 ein Aussichtsturm erbaut. Wegen Baufälligkeit wurde dieser 1972 abgerissen.
In unmittelbarer Nähe befindet sich die 1831 errichtete Kapelle Fischbach. Sie wurde auf Initiative des Malmedyer Industriellen Henri-Toussaint Fischbach errichtet. Im Turm der Kapelle waren früher Leuchtfeuer, die Reisenden die Orientierung erleichtern sollte. Bis 1865 läuteten die Bewohner der Baraque Michel allabendlich die Glocke der Kapelle, um verirrten Menschen den Weg zu weisen. Dadurch konnten im 19. Jahrhundert rund 120 Personen gerettet werden. 1885 wurde die Kapelle erweitert.

## Lage
Baraque Michel liegt direkt an der Straße Eupen–Malmedy (N68), 1,5 Kilometer nordwestlich des Abzweigs zur Botrange. Baraque Michel ist mit 674 Meter der dritthöchste Punkt im Venn, nach der etwa 4 Kilometer südöstlich gelegenen Botrange (694 m) und der Erhebung Mont Rigi auf 680 m O.P..

## Tourismus

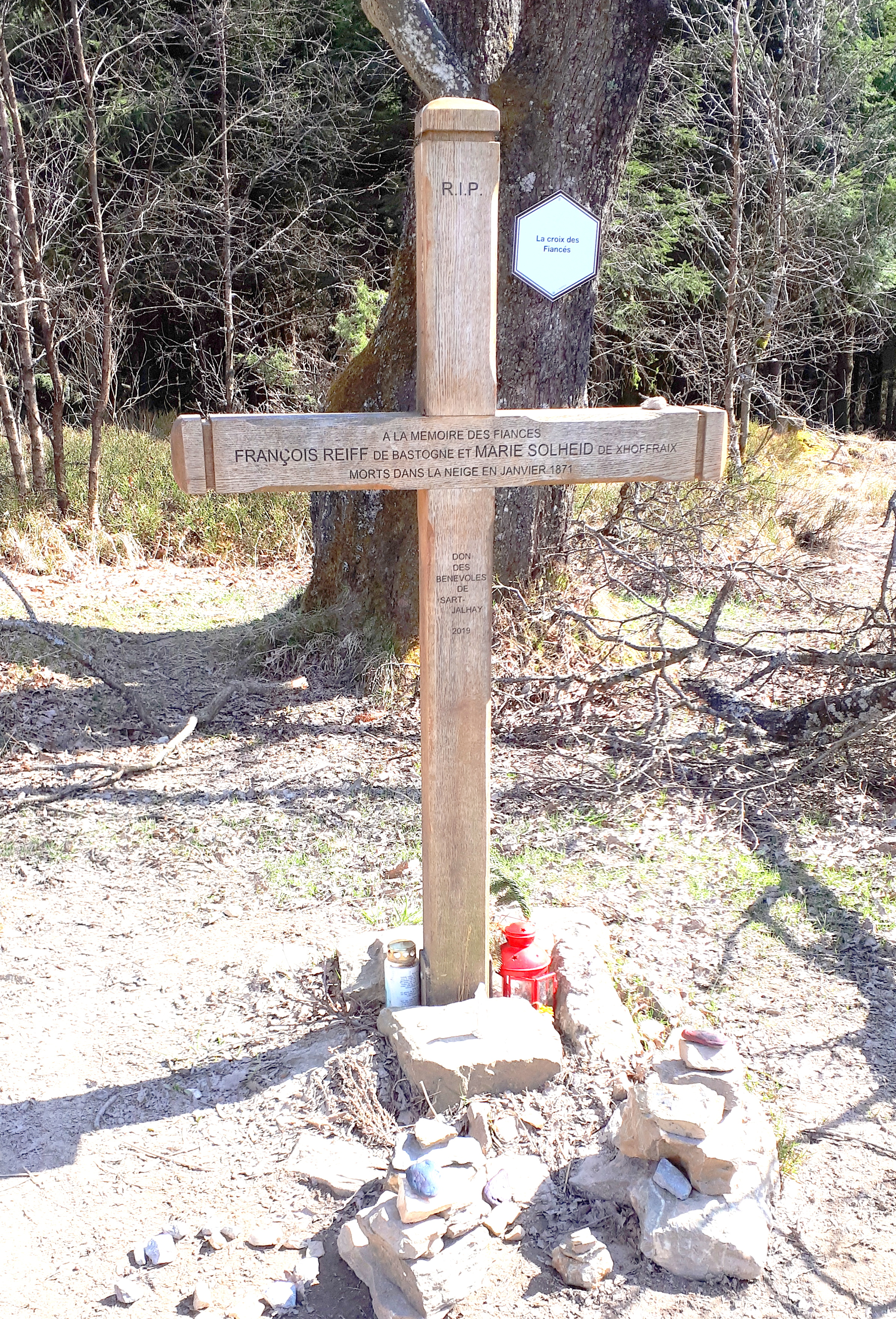
Kreuz der Verlobten

Baraque Michel ist Startpunkt für Wanderungen im Hohen Venn. Von Baraque Michel aus gelangt man auf viele Vennwanderwege (wie Les Wez, Poleur Venn, zur Quelle des Hillbaches oder zur Grande Vequée), die mit Mont Rigi und Botrange verbunden sind. Einige führen bis zum Naturparkzentrum Botrange oder zum Naturzentrum Ternell.
Ab Baraque Michel sind Langlaufstrecken mit einer Länge von  3, 5, 12, 17 und 25 km ausgeschildert. Bei ausreichender Schneehöhe ist vor Ort ein kostenpflichtiger Verleih geöffnet. Auch Schneeschuhwandern ist möglich.

## Baraque Michel als Sendestandort
Von 1981 bis 1984 war auf dem Dachboden der Baraque Michel ein Lokalsender namens Radio Benelux (BNL) untergebracht, welcher die exponierte Lage nutzte, um gezielt Programme nach Deutschland abzustrahlen. In den Jahren 2008 und 2009 nutzte eine Station namens RealFM den Standort mit dem gleichen Ziel.

## Legende
Um Baraque Michel rankt sich eine immer noch gern publizierte Legende:

„Als Michel Schmitz bei Überquerung des Hohen Venn völlig erschöpft war und sich verirrte, traf er die Entscheidung, sollte er dem Tod entgehen, würde er an dieser Stelle eine Zuflucht für Reisende bauen. Er markierte diese Stelle mit einem Stab und unmittelbar darauf fand er auf mysteriöse Weise wieder seinen Weg und baute dann dort eine Hütte.“